# Biebelnheim
Biebelnheim è un comune di 659 abitanti della Renania-Palatinato, in Germania.
Appartiene al circondario (Landkreis) di Alzey-Worms (targa AZ) ed è parte della comunità amministrativa (Verbandsgemeinde) di Alzey-Land.